# Klucze do zdarzeń
Klucze do zdarzeń. Wybór reportaży z Polski i o Polsce – antologia wybranych reportaży polskich z lat 1944–1974, wydana przez redakcję literatury reportażowej Państwowego Wydawnictwa "Iskry" w 1976 r., w nakładzie 15275 egzemplarzy, w serii "Biblioteka Literatury XXX-lecia". Przekrojowy zbiór tekstów "polskiej szkoły reportażu", publikowanych po II wojnie światowej w książkach reporterskich, lub na łamach prasy. W przeciwieństwie do pierwszej antologii "Iskier" tego typu pt. Wejście w kraj. Wybór reportaży z lat 1944-1964 (wydanej w 1966 r.), publikacja zawiera teksty autorów zajmujących się wyłącznie lub w znacznej mierze reportażem, nie zawiera też relacji z podróży zagranicznych.
Wybór i opracowanie: Krystyna Goldbergowa i Zbigniew Stolarek, posłowie Zbigniew Stolarek.

## Autorzy antologii
- Edmund Osmańczyk, Czy oskarżony przyznaje się do winy
- Maria Jarochowska, U nas na Śląsku
- Ksawery Pruszyński, Szczecin, profil miasta
- Franciszek Gil, Ziemia, ziemia...
- Władysław Machejek, Śmierć Ognia
- Józef Kuśmierek, Sprawa jednego konia
- Bronisław Wiernik, Porwali Polskę
- Bohdan Drozdowski, Nura w koksochemię
- Włodzimierz Godek, Sądecki tor przeszkód
- Witold Zalewski, Krewniacy
- Jerzy Janicki, Kożuchy przychodzą się leczyć
- Marian Brandys, O królach i kapuście
- Melchior Wańkowicz, Panie Wańkowic - to tędy
- Ryszard Kapuściński, Sztywny
- Janusz Krasiński, Pan odjeżdża?
- Aleksander Rowiński, Sądny dzień
- Krzysztof Kąkolewski, Epos alfabetyczny
- Anna Strońska, Spałka
- Jerzy Ambroziewicz, Zaraza
- Janusz Rolicki, Świniopas z biletem I klasy
- Andrzej Mularczyk, Raport wachmistrza Urbaniaka
- Kazimierz Dziewanowski, Przeor hugonotów
- Stefan Kozicki, Okolica aniołów
- Jerzy Lovell, Człowiek płonie
- Janusz Roszko, Miód pradziejów
- Edward Redliński, Zakalec
- Jan Bijak, Oddam klucze
- Barbara Seidler, "Umarł po cywilnemu"
- Romuald Karaś, Zielony filtr
- Agnieszka i Andrzej K. Wróblewscy, Serce, fotel, skrzynia biegów
- Ryszard Wójcik, Pieta na szkle
- Hanna Krall, Spokojne niedzielne popołudnie
- Lech Borski, Szach
- Zbigniew Stolarek, Klucze do zdarzeń? (Posłowie)